# Église Saint-Hervé de Quemperven
L'église Saint-Hervé est la seule église présente sur la commune de Quemperven en Côtes-d'Armor. 

## Histoire[1]
L'église actuelle a été construite au 16e siècle et agrandie vers 1730 avec la construction de deux chapelles avec les inscriptions 1731 et 1732. En 1740 une première sacristie avait été construite avant d'être supprimée et remplacée en 1761.
L'édifice est inscrit au titre des monuments historiques depuis 1964.

## Architecture[4]
L'église a une forme de croix latine. La porte ouest possède des moulures et est encadré de pinacles. Le clocher, quant a lui situé au-dessus de la porte ouest, est accessible seulement par des escaliers situés sur le toit.